# Roberto Marina
|fecha nacimiento    = 28 de agosto de 1961 (63 años)
|nacionalidad        = 
|nac_deportiva       =

|deporte             = Fútbol
|inicio              = 1980
|retiro              = 1995
|equipo_debut        = Atlético de Madrid
|equipo_retiro       = CD Toledo
|posición            = Centrocampista
|selección           = 
|veces internacional = 1
|debut internacional = 
|número_selección    =
|liga                = 

|equipos             = 
|torneos             = 
|títulos             = 
}}
Roberto Simón Marina, deportivamente conocido como Marina (Villanueva de la Serena, Badajoz, 28 de agosto de 1961) es un exjugador, ahora entrenador, de fútbol español. 
Como futbolista desarrolló la mayor parte de su carrera como mediapunta en el Atlético de Madrid.

## Trayectoria
Marina nació en Villanueva de la Serena, en la provincia de Badajoz, aunque se crio en Talamanca de Jarama, en la provincia de Madrid. Empezó a jugar al fútbol en el Club Deportivo Las Islas y con 15 años ingresó en los juveniles del Club Atlético de Madrid.
Marcel Domingo, técnico del primer equipo, le hizo debutar en Primera División el 15 de mayo de 1980 en el Estadio de Atocha, coincidiendo en la última jornada de la temporada 1979/80. Marina saltó al terreno de juego en el minuto 75, sustituyendo a Javi.
Ese verano realizó la pretemporada con el primer equipo, pero luego se marchó a Zaragoza para realizar el servicio militar. A su regreso jugó dos temporadas en el Atlético Madrileño, a las órdenes de Joaquín Peiró. Fue Luis Aragonés quien le hizo incorporarse definitivamente al primer equipo colchonero, la temporada 1982/83. 
Marina acabó convirtiéndose en uno de los jugadores más emblemáticos del club rojiblanco. Vivió sus mejores momentos a mediados de los años 1980, y condujo al conjunto madrileño a varios éxitos deportivos. La temporada 1983/84 fue subcampeón de la Copa de la Liga, tras caer ante el Real Valladolid. La siguiente campaña, volvió a perder la final de la Copa de Liga y también fue subcampeón de Liga, pero logró la Copa del Rey. Marina jugó como titular la final, ante el Athletic Club, conquistando el primer título rojiblanco tras ocho años de sequía. La temporada 1985/86 empezó conquistando la Supercopa de España —por primera vez en la historia del Atlético— y terminó con el subcampeonato de la Recopa de Europa. Marina disputó los noventa minutos de la final continental ganada por el Dinamo de Kiev. La siguiente campaña volvió a quedarse a las puertas de un título, tras perder la final de la Copa del Rey. La Real Sociedad se llevó el título en la tanda de penaltis.
Tras esa temporada, y con la marcha de Luis Aragonés, Marina fue perdiendo peso en el equipo. En su última temporada como rojiblanco, la 1989/90, logró un tanto histórico: el gol número 3000 del Atlético de Madrid en Primera División. Lo consiguió el 21 de enero de 1990 ante el Real Sporting de Gijón.
En agosto de 1990  llegó a ser presentado con la plantilla del Atlético de Madrid —todavía tenía tres años de contrato—, pero pocos días después fue traspasado al RCD Mallorca por 50 millones de pesetas. En el club balear jugó dos años, aunque nunca logró afianzarse en la titularidad.
En su primera temporada como bermellón fue subcampeón de la Copa del Rey, un éxito sin precedentes en la historia del club. En la final se impuso su exequipo, el Atlético de Madrid, aunque Marina tuvo que conformarse con vivir el partido desde el banquillo. La siguiente temporada, no obstante, tuvo que sufrir el descenso a Segunda División.
Al borde de la retirada, la temporada 1992/93 aceptó la oferta del modesto CD Toledo, de la Segunda División B. Desde el medio del campo, Marina dirigió al mejor equipo toledano en la mejor etapa de su historia. En su primer año, el Toledo logró ascender a Segunda A, por primera vez en su historia. Un éxito superado la siguiente temporada, con la disputa de la promoción de ascenso a Primera División, donde fueron superados por el Real Valladolid. Marina vistió un año más la camiseta verde antes de colgar las botas.
Tras su retirada, empezó su carrera como técnico en el propio Toledo, como segundo de Emilio Cruz, al que luego siguió en el CD Ourense (temporada 1998/99).
Regresó al Atlético de Madrid para ser el coordinador de los entrenadores de fútbol base del club y dirigió al segundo filial rojiblanco, el CP Amorós, en Tercera División. Luego, su gran mentor como jugador, Luis Aragonés, le convirtió en segundo entrenador del primer equipo las temporadas 2001/02 y 2002/03. Tras la marcha del técnico de Hortaleza pasó a ser ayudante de Pepe Murcia en el Atlético de Madrid B hasta el 2006.

## Selección nacional
Aunque fue convocado en tres ocasiones, solo llegó a disputar ocho minutos con la camiseta de la selección española. Su único partido como internacional fue un amistoso ante Irlanda jugado en Cork el 26 de mayo de 1985. Miguel Muñoz le hizo saltar al terreno de juego en el minuto 82 en lugar de Marcos Alonso.
Previamente, fue internacional en las distintas categorías inferiores de la selección española (sub-19, sub-20, sub-21 y sub-23) y disputó un encuentro con la selección amateur.

## Clubes
| Club               | País   | Año       |
| ------------------ | ------ | --------- |
| Atlético de Madrid | España | 1980      |
| Atlético Madrileño | España | 1980-1983 |
| Atlético de Madrid | España | 1983-1990 |
| RCD Mallorca       | España | 1990-1992 |
| CD Toledo          | España | 1992-1995 |

## Palmarés

### Campeonatos nacionales
| Título              | Club               | País   | Año  |
| ------------------- | ------------------ | ------ | ---- |
| Copa de Rey         | Atlético de Madrid | España | 1985 |
| Supercopa de España | Atlético de Madrid | España | 1985 |